# Peziza luculenta
Peziza luculenta är en svampart som beskrevs av Cooke 1875. Peziza luculenta ingår i släktet Peziza och familjen Pezizaceae.   Inga underarter finns listade i Catalogue of Life.